# پارک جو-می
این یک نام کره‌ای است؛ نام خانوادگی پارک است.
پارک جو-می (کره‌ای: 박주미؛ زادهٔ ۵ اکتبر ۱۹۷۲) بازیگر اهل کره جنوبی است. او در مجموعه‌های تلویزیونی افسانه اوک‌نیو و آی‌دی من خوشگل گانگنامه ایفای نقش کرده‌است.

## حرفه
پارک جو-می حرفهٔ سرگرمی خود را به عنوان مدل آسیانا ایرلاینز آغاز کرد و سپس بازیگری خود را در سال ۱۹۹۱ آغاز کرد و در درام‌هایی همچون سئول زیبا (۱۹۹۹) و احساس خوب (۲۰۰۰) حضور پیدا کرد. پس از ایفای نقش در درام بانوان قصر، پارک جو-می با لی جونگ-وون که یک بیزنس‌من بود، در سال ۲۰۰۱ ازدواج کرد و به‌طور موقت حرفهٔ بازیگری را کنار گذاشت تا بر روی خانواده‌اش تمرکز کند (او دو پسر در سالهای ۲۰۰۲ و ۲۰۰۷ به دنیا آورد).